# Un amor
Un amor es una película argentina de drama romántico de 2011 basada en el cuento Un amor para toda la vida de Sergio Bizzio, dirigida por Paula Hernández y protagonizada por Diego Peretti, Elena Roger y Luis Ziembrowski. Se estrenó en Argentina el 10 de noviembre de 2011.

## Sinopsis
Lalo (Agustín Pardella) y Bruno (Alan Daicz), son dos adolescentes que pasan sus días de vacaciones de verano haciendo nada. Una tarde más, aparece de manera repentina Lisa (Denise Groesman), arrasando con algo más que la monotonía del pueblo. Treinta años después, Lisa (Elena Roger) vuelve a irrumpir en las vidas de Lalo (Luis Ziembrowski) y Bruno (Diego Peretti), ya adultos y con una vida hecha.

## Reparto
- Diego Peretti ... Bruno
- Elena Roger ... Lisa
- Luis Ziembrowski ... Lalo
- Alan Daicz ... Bruno adolescente
- Denise Groesman ... Lisa adolescente
- Agustín Pardella ... Lalo adolescente
- Edgardo Castro ... Dante
- Nicolás Rodríguez Ciotti ... Dante adolescente
- Sebastián Blanco Leis ... Hugo
- Santiago Rovito ... Bocha
- Valeria Lois ... Mujer de Bruno
- Eugenia Guerty ... Exmujer de Lalo
- Paula Ituriza ... Madre de Lalo
- Thomas Kritzer Mindel ... Gaby
- Gabo Correa ... Vendedor